# Pertinax
Públio Hélvio Pertinax ou Pertinaz (em latim: Publius Helvius Pertinax; Alba Pompeia, 1 de agosto de 126 – Roma, 28 de março de 193) foi um professor de gramática, militar e Imperador de Roma do século II.
Nasceu em 126 na Ligúria e era filho do liberto Hélvio Sucesso.
Aos 30 anos, deixou a sua carreira de professor e entrou no exército numa posição baixa como chefe duma coorte.
No reinado de Marco Aurélio (r. 161–180), rapidamente ascendeu nas fileiras do exército por seus feitos na guerra contra o Império Parta nos anos 160 e entrou na ordem equestre. Foi então feito sucessivamente tribuno de uma das legiões da Britânia, comandante de outra legião na região e finalmente comandante de uma unidade auxiliar na muralha de Adriano.
Em 167, no continente, se tornou prefeito duma unidade equestre Mésia Superior ou Panônia Inferior. Nos dois anos seguintes, intercalou ofícios militares e civis.
No ano de 169, caiu brevemente em desgraça com a morte do coimperador Lúcio Vero (r. 161–169), mas com o auxílio de Cláudio Pompeiano tornar-se-ia comandante das tropas estacionadas nos Alpes que lutariam contra as tribos germânicas que cruzaram o Reno à época. Por seus feitos, foi nomeado senador e ex-pretor.
Em 175, foi feito cônsul. Entre 176 e 179, foi sucessivamente governador da Mésia Inferior, Superior e Dácia, onde guerreou com tribos invasoras.
Precisou se aposentar por influência do prefeito pretoriano Perenis, mas com a execução dele em 185, sucessivamente foi governador da Britânia (185–187) e África (187–189). Em 189, Cômodo o colocou como prefeito urbano de Roma.
Em 1 de janeiro de 193, após o assassinato de Cômodo no dia anterior, foi proclamado imperador, dando início à crise que ficou conhecida como "ano dos cinco imperadores". Seu reinado efêmero, que durou até 28 de março, foi interrompido por seu assassinato pela Guarda Pretoriana.

## Vida
Públio Hélvio Pertinax tinha origens humildes. Nasceu em 1 de agosto de 126 na cidade de Alba Pompeia, no noroeste da Itália, e era filho do liberto Hélvio Sucesso. Foi para Roma, onde se tornou aluno do gramático Sulpício Apolinário antes dele mesmo ser professor de gramática. Aos 30 anos, entrou no exército como oficial de baixo escalão encarregado de uma coorte. Com apoio de Lúcio Hédio Rufo Loliano Ávito, o cônsul de 144, tentou pleitear a posição de centurião de uma das legiões, mas não conseguiu. Em vez disso, foi prefeito de uma unidade auxiliar na Síria, a quarta coorte montada gálica, que aparece numa inscrição de Brühl, na Alemanha. Não se sabe quando isso ocorreu, mas ao que parece, com base na História Augusta, ocorreu no reinado de Antonino Pio (r. 138–161), quiçá no início dos anos 160. A mesma obra coloca que usou sem permissão o curso público (o correio imperial) e foi obrigado a retornar a pé para seu comando pelo governador da Síria.
Em 161, no ano da ascensão de Marco Aurélio (r. 161–180), o Império Parta invadiu o Império Romano e aniquilou uma legião, talvez a IX Legião, na Capadócia. No fim de 162, Lúcio Vero (r. 161–169) chegou na Síria e no início de 163, os romanos invadiram a região da Mesopotâmia, onde Pertinax lutou com distinção, lhe rendendo o ingresso na ordem equestre. Antes do fim da guerra, foi nomeado como tribuno de uma das legiões da Britânia, o que se confirma pela inscrição de Brühl, que o cita servindo na VI Legião estacionada em Eboraco (atual Iorque) em 165. Quase imediatamente após a sua nomeação, foi comandante de uma unidade auxiliar, a I ou II dos tungros, que estava estacionada na muralha de Adriano. Em 167, foi prefeito de uma unidade equestre na Mésia Superior ou Panônia Inferior, no Danúbio Médio.

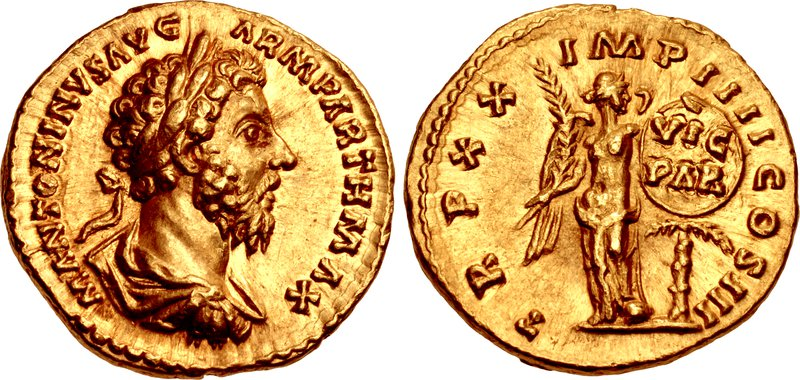
Áureo de Marco Aurélio

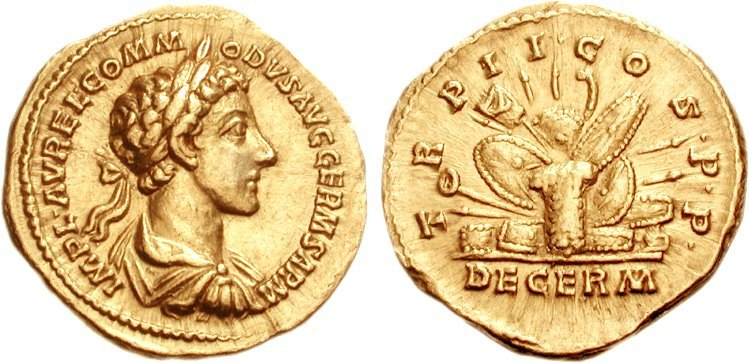
Áureo de Cômodo

Em 168, serviu como procurador da via Emília, no norte da Itália, com a função de distribuir benesses do Estado às crianças junto à estrada entre Mediolano (atual Milão) e Arímino (atual Rimini). No mesmo ano, segundo a inscrição de Brühl, também exerceu outra procuradoria em Roma encarregada de fornecer comida. Em 169, era comandante da frota na Germânia Inferior, no forte de Colônia-Alteburgo. Parece que sua mãe o seguiu para o norte e lá morreu, sendo sepultada perto de Colônia. Em 169-170, foi procurador em Sarmizegetusa, na Dácia, onde colaborou com o governador da Dácia e Mésia Superior Marco Cláudio Frontão. Segundo a inscrição de Brühl, também ocupou o mesmo ofício na Mésia Superior.
Após a morte de Lúcio Vero em 169, perdeu o favor imperial, pois Marco Aurélio, agora governando sozinho, não tinha simpatia por ele. Apesar disso, o genro de Marco Aurélio, Cláudio Pompeiano, o fez comandante de vários destacamentos que defenderam a região dos Alpes quando tribos germânicas cruzaram o Reno. Por se distinguir nos combates, o imperador o fez senador para compensá-lo "pelos erros que sofreu", e lhe deu posição de ex-pretor, permitindo que continuasse a carreira (curso das honras). É possível que tenha sido designado como centurião da I Legião durante os confrontos com os germânicos, e segundo o historiador Herodiano, foram suas forças que salvaram as províncias de Nórica e Récia e lutaram contra os quados e sármatas no norte do Danúbio. Parece que Marco Aurélio se arrependeria de tê-lo nomeado senador, pois estes eram proibidos de ocuparem a posição de prefeito pretoriano. De todo modo, em 175, foi feito cônsul com Dídio Juliano.
Em 175-176, após a revolta de Avídio Cássio na primavera de 175, Marco Aurélio e Pertinax viajaram através das províncias orientais. Em seguida, foi nomeado sucessivamente governador da Mésia Inferior (176–177), Mésia Superior (177) e Dácia (177–179). Na última, enfrentou até o fim do reinado de Marco Aurélio em 180 tribos invasoras. A guerra, porém, foi encerrada com um acordo de paz pelo imperador seguinte Cômodo (r. 180–192) assim que subiu ao trono. Nos primeiros anos de Cômodo, foi feito governador da Síria, o que para todos os fins o fez comandante supremo das tropas no Oriente. Deve ter sido à época que sua esposa, Flávia Ticiana, deu à luz a seu filho Públio. Em 182, voltou a Roma, onde rumores sobre sua ganância fizeram o prefeito pretoriano Perenis barrar seu progresso de sua carreira. Por conta disso, foi à propriedade rural que pertencia a seu pai. Em 185, após a execução de Perenis, foi nomeado governador da Britânia, uma posição que reteve até 187. Logo em seguida, com a eclosão de revoltas em Cartago associadas a uma profecia, foi nomeado procônsul da África para apaziguar os revoltosos, e logo que a situação se acalmou, foi sucedido por Dídio Juliano.

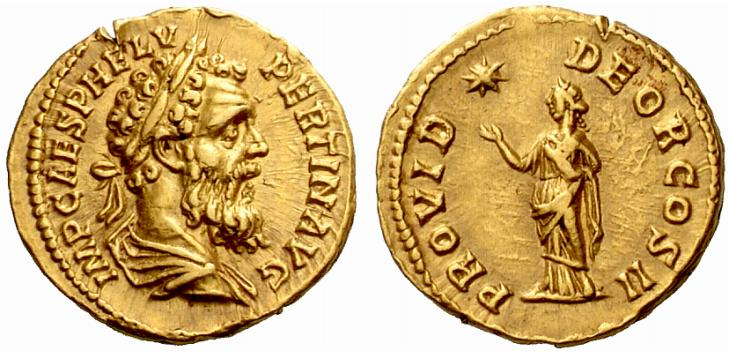
Áureo de Pertinax

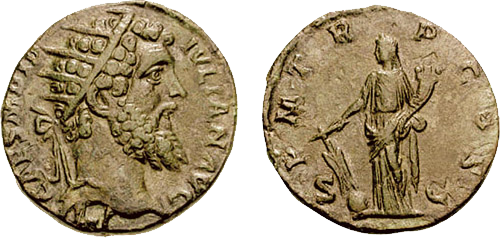
Dupôndio de Dídio Juliano

Ao voltar à Itália em 189, foi nomeado prefeito urbano de Roma. Em 1 de janeiro de 192, tornar-se-ia cônsul pela segunda vez com Cômodo, o que indica que era um de seus favoritos. Em 31 de dezembro, Cômodo foi assassinado e os conspiradores proclamaram Pertinax em 1 de janeiro. Ele se dirigiu ao quartel da guarda pretoriana, onde o prefeito pretoriano Quinto Emílio Leto anunciou a morte de Cômodo e a ascensão de Pertinax. Em seguida, o imperador ofereceu aos soldados a recompensa (donativo) de 12 000 sestércios antes de ir à Cúria Júlia, onde os senadores aclamaram-no. No Capitólio, sacrificou a Júpiter, em respeito à tradição imperial, antes de se dirigir ao Palatino para assumir o trono. Como sua primeira medida, colocou o seu sogro Tito Flávio Cláudio Sulpiciano na prefeitura urbana e deixou Leto na prefeitura pretoriana. Reviveu o título de príncipe do senado, por deferência à classe aristocrática de Roma, e se recusou que seus filhos vivessem no palácio, ordenando que residissem com seu avô Sulpiciano.
Permitiu que terras agrícolas de pessoas que faleceram de peste fossem legalmente reocupadas, aboliu vários impostos, ordenou que as avaliações das propriedades fossem reavaliadas e que fossem feitos reparos extensivos em Roma após um incêndio que sofreu. Ao contrário de Cômodo, compareceu regularmente às reuniões do senado e viveu menos luxuosamente, atraindo a simpatia dos rivais do último imperador. Apesar desse começo bem sucedido, logo surgiram problemas com os soldados. Ressentiam a morte de Cômodo e não gostavam de Pertinax, que havia lhes prometido grande soma de dinheiro, mas só poderia pagar metade. Isso os deixou inquietos, mesmo embora Pertinax ordenou que os bens de Cômodo fossem leiloados para levantar dinheiro. 87 dias após a morte de Cômodo, Pertinax foi assassinado no palácio durante um motim, aos 66 anos. Foi sucedido brevemente por Dídio Juliano.